# Ján Kollár
Ján Kollár (29 de juliol de 1793, Mošovce, Eslovàquia - 24 de gener de 1852, Viena, Àustria) va ser un escriptor eslovac (principalment poeta), arqueòleg, científic, pastor luterà, polític i principal ideòleg del paneslavisme.

## Biografia
Estudià en un col·legi evangèlic a Bratislava, on s'ordenà sacerdot, i fou destinat a exercir el seu servei a Budapest. El 1817 es va matricular a la Universitat de Jena. La seva assistència a la Wartburgfest (18 d'octubre de 1817) va ser una experiència formativa molt relacionada amb les seves opinions sobre el paneslavisme.
Va passar la major part de la seva vida adulta com a capellà de la populosa però pobra comunitat luterana eslovaca de Pest (Regne d'Hongria, avui part de Budapest, Hongria). Des de 1849, va ser professor d'arqueologia eslava a la Universitat de Viena, i diverses vegades també va actuar com a conseller del govern austríac per a qüestions al voltant dels eslovacs. Va entrar al moviment nacional eslovac en la seva primera fase.
El seu museu (des de 1974) a Mošovce es va instal·lar a l'antic graner, que era l'única part d'obra de la casa natal de Kollár, ja que la resta era de fusta i es va cremar en un incendi el 16 d'agost de 1863. El 2009 es va reconstruir una rèplica de la casa natal original, que ara és un museu.

## Obres
A més de la seva obra poètica, escrigué obres d'interès científic i arqueològic, les més destacades en són:
- Slávy dcera (La filla de Sláva): en aquesta obra, hi expressa els seus sentiments per una dona que, al capdavall, és la personificació de la pàtria.
- O literární vzájemnosti mezi kmen y a nářečími slavskĭmi (Sobre la reciprocitat literària entre les tribus eslaves i les vernacles).